# Convention de Bonn
Pour les articles homonymes, voir CMS.
- États ayant ratifié la Convention
- États ayant signés mais n'ayant pas ratifié
- États associés non-parties

La Convention sur la conservation des espèces migratrices appartenant à la faune sauvage ou convention de Bonn (CMS de l'anglais Conservation of Migratory Species) est un traité international signé en 1979 visant à protéger les espèces animales migratrices. 

Ce texte est entré en vigueur le 1er novembre 1983. 

La France y a adhéré en 1990. 

## Contenu, définitions
Par espèces migratrices, le texte sous-entend des populations ou parties de populations animales (terrestres et/ou aquatiques) qui franchissent cycliquement et de façon prévisible une ou plusieurs limites de juridictions nationales. 
La convention contient deux annexes dans lesquelles les espèces migratrices sont réparties en fonction de leur état de conservation et de leur degré de vulnérabilité.

## Les annexes de la convention
L'annexe I contient la liste des espèces migratrices en danger. 
Ces espèces risquent l’extinction ou la disparition sur une aire importante ou la totalité de leur aire de répartition. La convention interdit tout prélèvement d’espèces inscrites sur cette annexe.
L'annexe II contient la liste des espèces migratrices dont l’état de conservation est défavorable. 
Lorsque l’étendue de l'aire de répartition de ces espèces est instable ou se réduit ; lorsque leurs habitats deviennent insuffisants, ou, lorsque leurs répartitions et leurs effectifs sont inférieurs à leur niveau historique (au dernier recensement favorable à l’espèce), l’état de conservation est considéré comme défavorable. Il faut, pour les espèces protégées par l’annexe II, mettre en œuvre des mesures visant le rétablissement de celles-ci.
Les États de l'aire de répartition de ces espèces sont chargés de leur protection en fonction de l’annexe concernée.

## Étapes
Les parties à cette convention se réuniront en 2024 à Samarcande en Ouzbékistan, pour réexaminer la mise en œuvre de la convention. Ils évalueront ensemble les progrès faits dans l'application du Plan stratégique pour les espèces migratrices 2015-2023, et lanceront un nouveau plan stratégique (pour la période 2024-2032). Cette réunion se tiendra dans le cadre de la COP 14 (qui s'est donnée pour thème « La nature ne connaît pas de frontières »), première réunion mondiale sur la biodiversité depuis celle de 2022, qui avait adopté le Cadre mondial pour la biodiversité Kunming-Montréal (GBF).

## Accords régionaux
Conformément à l'annexe II, sept accords régionaux spécifiques ont été conclus afin d'assurer la protection particulière de certaines espèces:
- Accord sur la conservation des phoque de la mer des Wadden (1990)
- Accord sur la conservation des populations de chauves-souris européennes (EUROBATS) (1991)

- Accord sur la conservation des petits cétacés de la mer Baltique, du nord-est de l'Atlantique et des mers d'Irlande et du Nord (ASCOBANS) (1991)
- Accord de La Haye sur les oiseaux d'eau migrateurs d'Afrique-Eurasie (1995)
- Accord sur la conservation des cétacés de la mer Noire, de la Méditerranée et de la zone Atlantique adjacente (ACCOBAMS) (1996)
- Accord sur la conservation des albatros et des pétrels (ACAP) (2001)
- Accord Gorilla (2007)